# HRT 2
HRT 2 − drugi program chorwackiej telewizji publicznej.
Kanał powstał 27 sierpnia 1972 jako TVZ2.